# Serie B2 2021-2022 (pallavolo)
La Serie B2 2021-2022 si è svolta dal 16 ottobre 2021 al 29 maggio 2022: al torneo hanno partecipato centocinquantanove squadre di club italiane.

## Regolamento

### Formula
Le squadre, divise in quattordici gironi, hanno disputato un girone all'italiana, con gare di andata e ritorno, per un totale di ventidue giornate; al termine della regular season:
- La prima classificata di ogni girone è stata promossa in Serie B1.
- La seconda classificata di ogni girone ha acceduto alla prima fase dei play-off promozione.
- Le squadre classificate all'ottavo e nono posto di ogni girone, nel caso di distacco non superiore ai due punti, hanno acceduto ai play-out retrocessione; nel caso di maggior distacco la squadra nona classificata è retrocessa in Serie C.
- Le squadre classificate al decimo, undicesimo e dodicesimo posto di ogni girone sono retrocesse in serie C.

I play-off promozione si sono giocati in due fasi:
- Nella prima fase le quattordici squadre qualificate si sono incontrate in un turno ad eliminazione diretta con gare di andata e ritorno (in caso di parità di punti dopo le due partite è stato disputato un golden set); le sette squadre vincenti e le migliori due perdenti hanno acceduto alla seconda fase.
- Nella seconda fase le nove squadre qualificate, divise in tre gironi, hanno disputato un girone all'italiana con gare di sola andata: le vincenti sono state promosse in Serie B1.

I play-out retrocessione si sono giocati con gare di andata e ritorno (in caso di parità di punti dopo le due partite è stato disputato un golden set); le squadre perdenti sono retrocesse in Serie C.

### Criteri di classifica
Se il risultato finale è stato di 3-0 o 3-1 sono stati assegnati 3 punti alla squadra vincente e 0 a quella sconfitta, se il risultato finale è stato di 3-2 sono stati assegnati 2 punti alla squadra vincente e 1 a quella sconfitta.
L'ordine del posizionamento in classifica è stato definito in base a:
- Punti;
- Numero di partite vinte;
- Ratio dei set vinti/persi;
- Ratio dei punti realizzati/subiti.

## Squadre partecipanti

### Girone A
- Altavalbisagno
- Chieri '76 II
- Cuneo Granda II
- Involley
- Issa
- Junior Casale
- L'Alba
- Lasalliano
- Piossasco
- Savigliano
- Serteco Genova

### Girone B
- Brianza
- Cabiate
- Cinisello
- CSC Cusano
- CUS Insubria
- Mandello
- Padernese
- Pro Patria Milano
- UYBA II
- Villa Cortese
- Vivivolley
- Volley36

### Girone C
- Agrate
- Argentia
- Bellusco
- Brembate di Sopra
- Brembo
- Busnago
- Chorus
- Concorezzo
- Gonzaga Giovani
- Lurano
- New Adda
- Pro Victoria II

### Girone D
- Antares Verona
- C9
- Davis 2C 2003
- Flero
- Intermedia
- Lagaris
- Marzola
- Peschiera
- Piadena
- Polriva
- Quadrivolley

### Girone E
- Arzignano
- Asolo
- Bassano
- Eagles
- Ezzelina Carinatese
- Orgiano
- Rio
- San Vito
- Spakka
- Thermal
- Top Verona
- Vicenza II

### Girone F
- Belluno
- Blu Team
- Chions Fiume
- Fusion
- Libertas Martignacco II
- Natisonia
- Stra
- Union
- Virtus Taglio di Po
- Virtus Trieste
- Vivil

### Girone G
- Academy Modena
- Academy Piacenza
- Arbor
- Corlo
- Galaxy
- Marudo
- New Ripalta
- Rubierese
- San Damaso
- San Giorgio
- Stadium Mirandola

### Girone H
- Academy Sassuolo II
- Anderlini
- APAV Calcinelli-Lucrezia
- Bologna
- Cattolica
- Faenza
- Nuova Collemarino
- Olimpia Teodora II
- Ozzano
- Persicetana
- Teodora Giovanile

### Girone I
- Ambra Cavallini
- Cecina
- Empoli
- Lunezia
- Montesport
- Nottolini Capannori
- Pistoia La Fenice
- Prato Project
- San Casciano II
- Savino Del Bene II
- Spezia
- Valdinievole

### Girone L
- Adriatica
- Corridonia
- Dannunziana
- Europa
- Futura Teramo
- Il Podio Fasano
- Montesilvano
- Pagliare
- Pescara 3
- Sportilia
- Torresi

### Girone M
- CUS Siena
- Foligno
- Grosseto
- Liberi e Forti
- Piandiscò
- Ponte Felcino
- Trasimeno
- Trestina
- Valdarninsieme
- Viterbo
- Volleyrò
- Wealth Planet Perugia II

### Girone N
- Alfieri Cagliari
- Andrea Doria Tivoli
- Fenice Roma
- Friends Roma
- Ghilarza 2008
- Hermaea II[3]
- La Smeralda
- Ostia
- PGS San Paolo
- Revolution Roma
- Talete

### Girone O
- Accademia Benevento
- Battipagliese
- Crotone
- Due Principati
- Fidelis Torretta
- Molinari Napoli
- Nola
- Pontecagnano Faiano
- Pozzuoli
- Reghion
- Todo Sport
- Volare Benevento

### Girone P
- Albaverde
- Ardens Comiso
- Fly Marsala
- Nigithor
- Palermo
- Planet
- Progetto Smart
- Saracena
- US Palermo
- Valley
- Zafferana

## Torneo

### Play-off promozione

#### Prima fase

##### Tabellone
|  | Finale |               |   |   |  |
|  |        |               |   |   |  |
|  | 2A     | Chieri '76 II | 1 | 1 |  |
|  | 2B     | Cabiate       | 3 | 3 |  |

|  | Finale |                    |   |   |  |
|  |        |                    |   |   |  |
|  | 2H     | Olimpia Teodora II | 3 | 0 |  |
|  | 2G     | Rubierese          | 1 | 3 |  |

|  | Finale |                  |   |   |  |
|  |        |                  |   |   |  |
|  | 2O     | Volare Benevento | 0 | 0 |  |
|  | 2P     | Fly Marsala      | 3 | 3 |  |

|  | Finale |           |   |   |  |
|  |        |           |   |   |  |
|  | 2C     | Agrate    | 1 | 3 |  |
|  | 2D     | Peschiera | 3 | 2 |  |

|  | Finale |                 |   |   |  |
|  |        |                 |   |   |  |
|  | 2I     | Ambra Cavallini | 3 | 1 |  |
|  | 2L     | Futura Teramo   | 1 | 3 |  |

|  | Finale |       |   |   |  |
|  |        |       |   |   |  |
|  | 2E     | Rio   | 3 | 3 |  |
|  | 2F     | Vivil | 1 | 1 |  |

|  | Finale |                 |   |   |  |
|  |        |                 |   |   |  |
|  | 2N     | Revolution Roma | 0 | 1 |  |
|  | 2M     | Liberi e Forti  | 3 | 3 |  |

##### Risultati
| Andata |                                  |     |                            |
|        |                                  |     |                            |
| 07-05  | Chieri '76 II - Cabiate          | 1-3 | 23-25, 22-25, 25-17, 23-25 |
| 08-05  | Agrate - Peschiera               | 1-3 | 11-25, 25-17, 19-25, 21-25 |
| 07-05  | Rio - Vivil                      | 3-1 | 26-24, 25-27, 25-21, 25-21 |
| 08-05  | Olimpia Teodora II - Rubierese   | 3-1 | 25-12, 25-13, 20-25, 25-17 |
| 08-05  | Ambra Cavallini - Futura Teramo  | 3-1 | 22-25, 25-21, 25-17, 25-21 |
| 08-05  | Revolution Roma - Liberi e Forti | 0-3 | 20-25, 22-25, 14-25        |
| 08-05  | Volare Benevento - Fly Marsala   | 0-3 | 12-25, 16-25, 21-25        |

| Ritorno |                                  |     |                                             |
|         |                                  |     |                                             |
| 11-05   | Cabiate - Chieri '76 II          | 3-1 | 26-28, 25-19, 25-19, 26-24                  |
| 11-05   | Peschiera - Agrate               | 2-3 | 25-19, 22-25, 16-25, 25-19, 14-16           |
| 11-05   | Vivil - Rio                      | 1-3 | 27-29, 22-25, 25-19, 23-25                  |
| 11-05   | Rubierese - Olimpia Teodora II   | 3-0 | 25-23, 25-20, 25-17 Golden set: 15-11       |
| 11-05   | Futura Teramo - Ambra Cavallini  | 3-1 | 21-25, 25-17, 25-17, 25-21 Golden set: 15-7 |
| 11-05   | Liberi e Forti - Revolution Roma | 3-1 | 25-23, 23-25, 25-12, 25-19                  |
| 11-05   | Fly Marsala - Volare Benevento   | 3-0 | 25-17, 25-21, 25-14                         |

#### Seconda fase

##### Girone A

###### Risultati
| Prima giornata |                                  |           |                            |
|                |                                  |           |                            |
| Riposa:        | Rubierese                        | Rubierese | Rubierese                  |
| 18-05          | Olimpia Teodora II - Fly Marsala | 1-3       | 25-23, 18-25, 16-25, 17-25 |

| Seconda giornata |                                |             |                     |
|                  |                                |             |                     |
| Riposa:          | Fly Marsala                    | Fly Marsala | Fly Marsala         |
| 21-05            | Rubierese - Olimpia Teodora II | 3-0         | 25-14, 25-17, 25-20 |

| Terza giornata |                         |                    |                     |
|                |                         |                    |                     |
| Riposa:        | Olimpia Teodora II      | Olimpia Teodora II | Olimpia Teodora II  |
| 28-05          | Fly Marsala - Rubierese | 3-0                | 25-23, 25-22, 25-18 |

###### Classifica
| Pos. | Squadra            | Pt | G | V | P | SV | SP | Ratio | PF  | PS  | Ratio |
| ---- | ------------------ | -- | - | - | - | -- | -- | ----- | --- | --- | ----- |
| 1.   | Fly Marsala        | 6  | 2 | 2 | 0 | 6  | 1  | 6,000 | 173 | 139 | 1,244 |
| 2.   | Rubierese          | 3  | 2 | 1 | 1 | 3  | 3  | 1,000 | 138 | 126 | 1,095 |
| 3.   | Olimpia Teodora II | 0  | 2 | 0 | 2 | 1  | 6  | 0,166 | 127 | 173 | 0,734 |

      Promossa in serie B1.

##### Girone B

###### Risultati
| Prima giornata |                                  |           |                     |
|                |                                  |           |                     |
| Riposa:        | Peschiera                        | Peschiera | Peschiera           |
| 15-05          | Ambra Cavallini - Liberi e Forti | 0-3       | 22-25, 13-25, 18-25 |

| Seconda giornata |                             |                |                     |
|                  |                             |                |                     |
| Riposa:          | Liberi e Forti              | Liberi e Forti | Liberi e Forti      |
| 21-05            | Peschiera - Ambra Cavallini | 3-0            | 25-20, 25-20, 25-20 |

| Terza giornata |                            |                 |                     |
|                |                            |                 |                     |
| Riposa:        | Ambra Cavallini            | Ambra Cavallini | Ambra Cavallini     |
| 28-05          | Liberi e Forti - Peschiera | 3-0             | 27-25, 25-13, 25-18 |

###### Classifica
| Pos. | Squadra         | Pt | G | V | P | SV | SP | Ratio | PF  | PS  | Ratio |
| ---- | --------------- | -- | - | - | - | -- | -- | ----- | --- | --- | ----- |
| 1.   | Liberi e Forti  | 6  | 2 | 2 | 0 | 6  | 0  | MAX   | 152 | 109 | 1,394 |
| 2.   | Peschiera       | 3  | 2 | 1 | 1 | 3  | 3  | 1,000 | 131 | 137 | 0,956 |
| 3.   | Ambra Cavallini | 0  | 2 | 0 | 2 | 0  | 6  | 0,000 | 113 | 150 | 0,753 |

      Promossa in serie B1.

##### Girone C

###### Risultati
| Prima giornata |                         |     |                     |
|                |                         |     |                     |
| Riposa:        | Rio                     | Rio | Rio                 |
| 14-05          | Futura Teramo - Cabiate | 0-3 | 23-25, 19-25, 23-25 |

| Seconda giornata |                     |         |                     |
|                  |                     |         |                     |
| Riposa:          | Cabiate             | Cabiate | Cabiate             |
| 21-05            | Rio - Futura Teramo | 3-0     | 25-21, 25-22, 25-20 |

| Terza giornata |               |               |                     |
|                |               |               |                     |
| Riposa:        | Futura Teramo | Futura Teramo | Futura Teramo       |
| 29-05          | Cabiate - Rio | 3-0           | 25-23, 25-14, 25-23 |

###### Classifica
| Pos. | Squadra       | Pt | G | V | P | SV | SP | Ratio | PF  | PS  | Ratio |
| ---- | ------------- | -- | - | - | - | -- | -- | ----- | --- | --- | ----- |
| 1.   | Cabiate       | 6  | 2 | 2 | 0 | 6  | 0  | MAX   | 150 | 125 | 1,200 |
| 2.   | Rio           | 3  | 2 | 1 | 1 | 3  | 3  | 1,000 | 135 | 138 | 0,978 |
| 3.   | Futura Teramo | 0  | 2 | 0 | 2 | 0  | 6  | 0,000 | 128 | 150 | 0,853 |

      Promossa in serie B1.

### Play-out retrocessione

#### Tabellone
|  | Finale |          |   |   |  |
|  |        |          |   |   |  |
|  | 9C     | Chorus   | 0 | 1 |  |
|  | 8C     | New Adda | 3 | 3 |  |

|  | Finale |           |   |   |  |
|  |        |           |   |   |  |
|  | 9E     | Thermal   | 0 | 3 |  |
|  | 8E     | Arzignano | 3 | 1 |  |

|  | Finale |        |   |   |  |
|  |        |        |   |   |  |
|  | 9G     | Galaxy | 3 | 3 |  |
|  | 8G     | Marudo | 0 | 2 |  |

|  | Finale |          |   |   |  |
|  |        |          |   |   |  |
|  | 9M     | Grosseto | 3 | 0 |  |
|  | 8M     | Trestina | 1 | 3 |  |

|  | Finale |                  |   |   |  |
|  |        |                  |   |   |  |
|  | 9N     | Fenice Roma      | 2 | 0 |  |
|  | 8N     | Alfieri Cagliari | 3 | 3 |  |

|  | Finale |               |   |   |  |
|  |        |               |   |   |  |
|  | 9P     | Ardens Comiso | 2 | 0 |  |
|  | 8P     | Zafferana     | 3 | 3 |  |

#### Risultati
| Andata |                                |     |                                   |
|        |                                |     |                                   |
| 05-05  | Chorus - New Adda              | 1-3 | 20-25, 20-25, 25-18, 25-27        |
| 07-05  | Thermal - Arzignano            | 0-3 | 19-25, 19-25, 10-25               |
| 07-05  | Galaxy - Marudo                | 3-0 | 27-25, 25-21, 25-20               |
| 07-05  | Grosseto - Trestina            | 3-1 | 21-25, 25-23, 25-23, 25-22        |
| 07-05  | Fenice Roma - Alfieri Cagliari | 2-3 | 23-25, 17-25, 26-24, 25-17, 10-15 |
| 08-05  | Ardens Comiso - Zafferana      | 2-3 | 25-21, 19-25, 25-23, 22-25, 19-21 |

| Ritorno |                                |     |                                              |
|         |                                |     |                                              |
| 12-05   | New Adda - Chorus              | 3-0 | 25-23, 25-19, 25-21                          |
| 14-05   | Arzignano - Thermal            | 1-3 | 13-25, 25-16, 23-25, 14-25 Golden set: 15-13 |
| 14-05   | Marudo - Galaxy                | 2-3 | 24-26, 25-22, 24-26, 25-15, 11-15            |
| 14-05   | Trestina - Grosseto            | 3-0 | 25-22, 25-22, 25-22 Golden set: 15-9         |
| 14-05   | Alfieri Cagliari - Fenice Roma | 3-0 | 25-15, 25-13, 25-13                          |
| 14-05   | Zafferana - Ardens Comiso      | 3-0 | 25-23, 25-15, 25-23                          |

## Verdetti

### Squadre promosse
- Blu Team
- Cabiate
- Concorezzo
- Corridonia
- Due Principati
- Fly Marsala
- Liberi e Forti
- Piadena
- PGS San Paolo
- Pro Patria Milano
- Progetto Smart
- San Damaso
- Serteco Genova
- Spakka
- Spezia
- Teodora Giovanile
- Valdarninsieme

### Squadre retrocesse
- Academy Modena
- Academy Piacenza
- Academy Sassuolo II
- Altavalbisagno
- Antares Verona
- Ardens Comiso
- Battipagliese
- Belluno
- Brembate di Sopra
- Brianza
- Busnago
- Cattolica
- Cecina
- Chorus
- CUS Insubria
- CUS Siena
- Dannunziana
- Ezzelina Carinatese
- Fenice Roma
- Foligno
- Ghilarza 2008
- Gonzaga Giovani
- Grosseto
- Involley

- Lagaris
- Libertas Martignacco II
- Lunezia
- Marudo
- Molinari Napoli
- Montesilvano
- Nola
- Nottolini Capannori
- Nuova Collemarino
- Palermo
- Pescara 3
- Piossasco
- Polriva
- Savino Del Bene II
- Thermal
- Todo Sport
- Top Verona
- Trasimeno
- Union
- US Palermo
- UYBA II
- Vicenza II
- Vivivolley